# Ziway
Ziway este un oraș din centrul Etiopiei.